# 新亮蟋属
新亮蟋属（学名：Neophaloria）为钟蟋科的一个属。

## 下属物种
本属包括以下物种：
- 滇西新亮蟋 Neophaloria dianxiensis He, 2019